# Салангана світлогуза
Саланга́на світлогуза (Aerodramus spodiopygius) — вид серпокрильцеподібних птахів родини серпокрильцевих (Apodidae). Мешкає на островах Меланезії і Полінезії. Раніше вважалися конспецифічними з австралійськими саланганами.

## Підвиди
Виділяють одинадцять підвиди:
- A. s. delichon (Salomonsen, 1983) — острів Манус[en] (група островів Адміралтейства в архіпелазі Бісмарка);
- A. s. eichhorni (Hartert, EJO, 1924) — острови Муссау[en] і Емірау[en] (острови святого Маттія[en]);
- A. s. noonaedanae (Salomonsen, 1983) — острови Манам[en] (на схід від Нової Гвінеї), острови Нова Британія і Нова Ірландія в архіпелазі Бісмарка;
- A. s. reichenowi (Stresemann, 1912) — Соломонові острови (від Буки до Макіри);
- A. s. desolatus (Salomonsen, 1983) — острови Темоту (південно-східні Соломонові острови);
- A. s. epiensis (Salomonsen, 1983) — острів Урепарапара (острови Бенкс[en] на півночі Вануату), північні Нові Гебриди (на південь до Епі);
- A. s. ingens (Salomonsen, 1983) — південні Нові Гебриди (від Емае[en] до Анейтьюма);
- A. s. leucopygius (Wallace, 1864) — Нова Каледонія і острови Луайоте;
- A. s. assimilis (Stresemann, 1912) — Фіджі;
- A. s. townsendi (Oberholser, 1906) — Тонга;
- A. s. spodiopygius (Peale, 1849) — архіпелаг Самоа.

## Поширення і екологія
Світлогузі салангани мешкають на островах Папуа Нової Гвінеї, Соломонових Островів, Вануату, Нової Каледонії, Фіджі, Тонги, Самоа і Американського Самоа. Вони живуть переважно у вологих тропічних лісах, серед скель, на висоті до 1890 м над рівнем моря. Гніздяться в печерах. Живляться комахами, яких ловлять в польоті.